# Ján Matys
Ján Matys (* 2. května 1936) je bývalý slovenský silniční motocyklový závodník.

## Závodní kariéra
Závodil ve třídách do 250 a 350 cm³ na motocyklech ČZ a Jawa. V mistrovství republiky vyhrál v roce 1966 závod v Rosicích.

## Úspěchy
- Mistrovství Československa silničních motocyklů – celková klasifikace
  - 1963 do 250 cm³ – 17. místo – ČZ
  - 1964 do 250 cm³ – 8. místo – Jawa
  - 1965 do 250 cm³ – 9. místo – Jawa
  - 1966 do 250 cm³ – 4. místo – Jawa
  - 1966 do 350 cm³ – 17. místo – Jawa
  - 1967 do 250 cm³ – 27. místo – Jawa
  - 1968 do 250 cm³ – 28. místo – Jawa
- 1 vítězství v závodech mistrovství Československa